# Fernando Abbott
Fernando Fernandes Abbott (São Gabriel, 12 de agosto de 1857 — São Gabriel, 13 de agosto de 1924) foi um médico e político brasileiro. Foi governador do Estado do Rio Grande do Sul (na época o cargo era denominado de presidente estadual) em duas breves ocasiões.

## Biografia
Filho do Dr. Jonathas Abbott Filho e de Zeferina Fernandes Barbosa, realizou os estudos primários na sua cidade natal, depois cursou Humanidades em Porto Alegre. Doutor pela Faculdade de Medicina do Rio de Janeiro em 1897, iniciou sua carreira médica no Ceará, durante a grande seca, voltando ao Rio Grande em 1899.
Abolicionista, liderou o recolhimento de fundos, em sua cidade natal, para comprar a liberdade dos escravos, atingindo o pleno sucesso em 1884.
Membro fundador do Clube Republicano de São Gabriel e destacado integrante do Partido Republicano Rio-grandense, foi eleito deputado à Constituinte Estadual, após a Proclamação da República. Em junho de 1891, na condição de vice-presidente do Estado em exercício, apresentou à Assembléia o projeto de Constituição política do estado elaborada por Júlio de Castilhos. Assumiu o governo interinamente, após o afastamento do governador Cândido José da Costa, em 16 de março de 1891, ficando no cargo até 15 de julho de 1891.
Em 27 de setembro de 1892 voltou, interinamente, ao governo do estado. No seu segundo período como governador foi um dos maiores combatentes à proposta de um tratado de livre comércio com o Uruguai, argumentando que afetaria a economia gaúcha, principalmente a pecuária. Ainda no seu governo, a força militar estadual foi reorganizada, tornando-se a Brigada Militar, como é conhecida até hoje.
Foi deputado federal pelo Rio Grande do Sul de 1894 a 1896 e ministro plenipotenciário do Brasil na Argentina, de 1894 a 1897. Em atrito com seu colega de partido Antônio Augusto Borges de Medeiros, que se recandidatou ao cargo de governador desatendendo uma solicitação de parte do partido, deixou o PRR. Em 1908 fundou, com seu amigo Joaquim Francisco de Assis Brasil, o Partido Republicano Democrático, pelo qual competiu, como candidato da oposição, à sucessão do governador Borges de Medeiros, perdendo a eleição para o candidato da situação, o também médico Carlos Barbosa Gonçalves.
Produziu diversos trabalhos científicos, entre eles, sua tese sobre histeria teve grande repercussão. Conferencista, escreveu artigos políticos e de costumes para jornais da época, como O Precursor, órgão de imprensa republicano de São Gabriel e para o Zig-zag, também republicano, de 1885.
Também exerceu a função de jornalista, quando trabalhou e dirigiu os jornais "O Precursor" e o "Zig-Zag", ambos periódicos com sede em São Gabriel.
Foi casado com Matilde Barreto Pereira, era irmão de João Frederico Abbott, também médico e membro da constituinte estadual de 1891, além de secretário do governo do estado.

## Morte
Morreu em São Gabriel no dia 13 de agosto de 1924.